# 浙东道宣慰司
浙东道宣慰司，元朝初年设置的宣慰司。
治所在婺州路（今浙江省金华市）。辖境相当今浙江省中部地区。大德六年（1302年）移治庆元路（今浙江省宁波市）。元朝末年，并入浙江等处行中书省。 